# Batalha de Capetron
A Batalha de Capetron (Kapetron ou Kapetrou) foi travada entre os exércitos reunidos do Império Bizantino e do Reino da Geórgia contra o Império Seljúcida em 10 (ou 18) de setembro de 1048. Ela foi o ápice da expedição anatólica de Ibraim Inal, um irmão do sultão Tugril.

## Contexto
O imperador bizantino Constantino IX Monômaco enviou uma mensagem ao líder militar georgiano Liparites IV, a quem os bizantinos haviam ajudado num confronto contra o rei Pancrácio IV, para que se juntasse a ele para conter o avanço seljúcida. Constantino também manteve uma estratégia defensiva para dar tempo dos reforços georgianos chegarem.

## Prelúdio e a batalha
A batalha foi precedida pela completa destruição de Arzena, um vibrante centro comercial no Tema da Ibéria (perto da atual cidade de Erzurum, na Turquia) pelas forças turcas. Um exército combinado bizantino-georgiano de 50 000 homens, comandado por Aarônio, Catacalo Cecaumeno e Liparites se encontrou frontalmente com as forças turcas em Capetron (atual Haçane Cale). Numa feroz batalha noturna, os aliados cristãos não conseguiram nenhuma vitória e Ibraim Inal conseguiu deixar o território bizantino em segurança, carregado de espólios e escravos, incluindo o comandante georgiano Liparite. O imperador posteriormente enviou resgates ao sultão seljúcida Tugril, que, contudo, recusou-os e soltou Liparites na condição de que ele jamais lutasse novamente contra os seljúcidas.

## Resultado
A devastação que os turcos deixaram para trás foi tão grande que o magnata bizantino Eustácio Boilas descreveu, em 1051-1052, a região como sendo "fétida e intratável... habitada por cobras, escorpiões e feras selvagens". O cronista árabe ibne Alatir relata que Ibraim levou consigo 100 000 escravos e um espólio tão grande que precisou ser carregado por 10 000 camelos.